# NGC 727
NGC 727 (NGC 729) é uma galáxia espiral barrada (SBab) localizada na direcção da constelação de Fornax. Possui uma declinação de -35° 51' 21" e uma ascensão recta de 1 horas, 53 minutos e 49,3 segundos.
A galáxia NGC 727 foi descoberta em 1 de Setembro de 1834 por John Herschel.